# Polski ruch oporu w czasie II wojny światowej

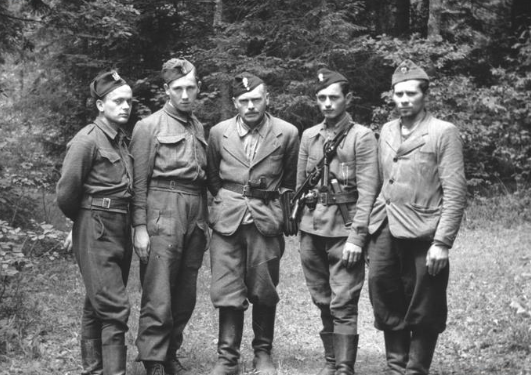
Członkowie polskiego ruchu oporu w czasie II wojny światowej

Polski ruch oporu w czasie II wojny światowej – w trakcie II wojny światowej Polska była krajem okupowanym, w którym ruch oporu rozpoczął swoją działalność niemal natychmiast po zaprzestaniu regularnych działań wojennych. Również od samego początku jedną z jego form była walka zbrojna.
Na ziemiach polskich głównymi organizacjami ruchu oporu były Armia Krajowa w sile około 350 000 ludzi, Bataliony Chłopskie w sile około 170 000 ludzi oraz Narodowe Siły Zbrojne w sile około 75 000 ludzi i Armia Ludowa licząca około 60 000 ludzi.

## Pierwsze inicjatywy konspiracyjne w 1939
- 16 września – marszałek Edward Śmigły-Rydz nakazał w Czerniowcach (Rumunia) mjr. Edmundowi Galinatowi uruchomienie podległej mu części sieci dywersji pozafrontowej. Ten przekazał 26 września w Warszawie gen. Juliuszowi Rómmlowi upoważnienie-rozkaz do zainicjowania na terenie całego kraju konspiracji wojskowej
- 17 września – gen. Wacław Stachiewicz (szef sztabu Naczelnego Wodza) przekazał w Stanisławowie mjr. Janowi Mazurkiewiczowi rozkaz uruchomienia Tajnej Organizacji Wojskowej (TOW), ten po przybyciu do Budapesztu w oparciu o podległą mu część sieci dywersji pozafrontowej zainicjował działalność TOW na terenie niemal całego kraju
- 17 września – gen. Józef Olszyna-Wilczyński (dowódca DOK III w Grodnie) nakazał w Grodnie ppłk. Franciszkowi Ślęczce[5] (Ślęczka) uruchomienie sieci konspiracyjnej na terenie Dowództwa Okręgu Korpusu nr III (Grodno, Białystok, Nowogródek)
- 21 września – gen. Tadeusz Piskor (dowódca Armii „Lublin”) przekazał podległym oficerom rozkaz przejścia do konspiracji
- 22 września – gen. Marian Januszajtis powołał we Lwowie Polską Organizację Walki o Wolność (dowódca gen. Mieczysław Boruta-Spiechowicz), na której oparła się w przyszłości organizacja Obszaru Lwowskiego ZWZ
- 26 września – gen. Michał Tokarzewski-Karaszewicz (na mocy przekazanych pełnomocnictw przez gen. J. Rómmla) powołał w Warszawie Służbę Zwycięstwu Polski (SZP) i uczynił z niej podstawową organizację konspiracyjną posiadającą poparcie Naczelnego Wodza; społecznym zapleczem tej organizacji miała być „Rada Główna Polityczna”, w skład której weszli przedstawiciele trzech głównych partii politycznych: Polskiej Partii Socjalistycznej, Stronnictwa Ludowego i Stronnictwa Narodowego
- 27 września – w Warszawie Związek Harcerstwa Polskiego w momencie przejścia do konspiracji zmienił nazwę na Szare Szeregi, nadal prowadził działalność w dwóch pionach: „Organizacji Harcerzy” i „Organizacji Harcerek”
- 3 października – gen. Wilhelm Orlik-Rückemann nakazał pod Wytycznem mjr. Bolesławowi Studzińskiemu (szefowi wywiadu KOP) utworzenie organizacji konspiracyjnej Korpus Obrońców Polski i przekazał na ten cel kasę KOP
- 5 października – gen. Franciszek Kleeberg rozkazał podległym oficerom rekrutowanie do organizacji konspiracyjnej wartościowego elementu żołnierskiego
- 13 listopada – gen. Władysław Sikorski mianował gen. Kazimierza Sosnkowskiego (w rządzie emigracyjnym odpowiadał za sprawy kraju) Komendantem Głównym Związku Walki Zbrojnej (ZWZ) ze sztabem w Paryżu; powołano 6 obszarów ZWZ: Warszawa, Białystok, Lwów, Kraków, Poznań, Toruń, a w styczniu 1940 organizacja zaistniała na terenie okupowanego kraju
- w momencie zaprzestania działań bojowych wielu pułkowników, majorów, kapitanów, poruczników, a także chorążych, podchorążych, podoficerów, a nawet kaprali organizowało lokalne organizacje konspiracyjno-wojskowe na terenie swojego miejsca zamieszkania
- wiele oddziałów Wojska Polskiego, które nie złożyły broni prowadziły dalej walkę w formie działań partyzanckich – najbardziej znany jest oddział mjr. Henryka Dobrzańskiego „Hubala”, operujący do maja 1940 w Kieleckiem

### Lokalne inicjatywy konspiracyjne

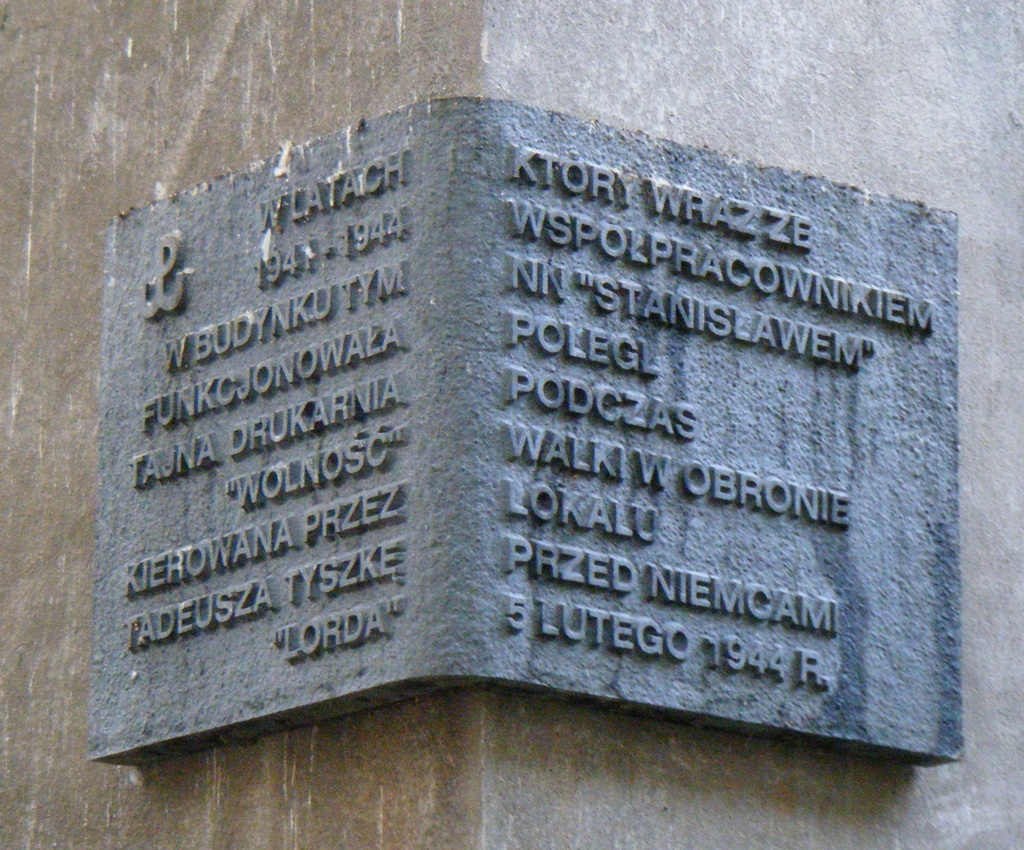
Tablica upamiętniająca konspiracyjną drukarnię (1941-44) na Saskiej Kępie w Warszawie

Po zakończeniu działań wojennych powstał szereg organizacji konspiracyjnych na bazie dawnej przynależności do organizacji sportowych („Sokół”), paramilitarnych („Strzelec”) lub Związku Harcerstwa Polskiego. U schyłku 1939 na terenie Polski działało w sumie około 140 różnych organizacji konspiracyjnych, m.in.:
- na terenie Wielkopolski działała organizacja „Ojczyzna”
- na terenie Pomorza organizowała się Tajna Organizacja Wojskowa „Gryf Kaszubski”
- w Generalnym Gubernatorstwie działalność rozpoczęło kilkanaście organizacji podziemnych m.in. „Korpus Obrońców Polski”, „Korpus Bezpieczeństwa”, „Polska Organizacja Zbrojna”
- w Toruniu utworzona została „Polska Armia Powstańcza”
- w Tarnobrzegu harcerze utworzyli organizację „Odwet” (późniejsi „Jędrusie”)

## Budowa i rozwój konspiracji politycznej
W początkowych latach okupacji część przedwojennych działaczy politycznych wyemigrowała, a ci którzy zostali przeszli do podziemia.
- Polska Partia Socjalistyczna była jedyną lewicową partią działającą od początku w konspiracji. Jej kierownictwo we wrześniu 1939 r. podjęło decyzję o zawieszeniu partii, a w jej miejsce powołano organizację Wolność Równość Niepodległość, która reprezentowała prawe skrzydło partii. Powołano do życia własne oddziały paramilitarne o nazwie Gwardia Ludowa. Lewica dawnego PPS pozostawiona poza PPS-WRN stworzyła we wrześniu 1940 organizację Polscy Socjaliści (następnie Robotnicza Partia Polskich Socjalistów)
- w lutym 1940 na krajowej naradzie w Lublinie wyłoniono Centralne Kierownictwo Ruchu Ludowego „Roch” na czele z Maciejem Ratajem
- w 1939 akcję konspiracyjną podjęło także Stronnictwo Pracy. Mimo iż jego podziemne struktury były bardzo nieliczne, to odgrywało ono dużą rolę, ponieważ związany był z nim generał Władysław Sikorski
- na przełomie września i października działalność konspiracyjną podjęło Stronnictwo Narodowe, jego zbrojnym ramieniem była Narodowa Organizacja Wojskowa
- już od początku okupacji zaczęły powstawać podziemne organizacje komunistyczne, jednak ich wpływ początkowo nie był duży. W 1942 powstała Polska Partia Robotnicza łącząca w sobie dotychczasowe stronnictwa
- poważniejszej roli w podziemiu nie odegrały organizacje sanacyjne, jej wpływy były jednak duże w pionie konspiracji politycznej

## Rozwój konspiracji wojskowej
- 1940
  - wiosną ZWZ liczył już ponad 62 tys. ludzi
  - działalność ZWZ podporządkowana była dwóm celom: rozbudowie podziemnej struktury organizacji i scaleniu wszystkich konspiracyjnych formacji zbrojnych – oba cele zrealizowano w 1942
- 1941
  - rozpoczęto „Operację Wachlarz”, która polegała na prowadzeniu dywersji i walki na zapleczu frontu, na terenach położonych na wschód od przedwojennej granicy Polski
- 1942
  - 14 lutego z rozkazu Wodza Naczelnego ZWZ przemianowano na Armię Krajową, na jej czele stała Komenda Główna. Obszar kraju podzielono na okręgi, obwody i placówki
  - Armii Krajowej podporządkowały się również Szare Szeregi, ale z dużą swobodą organizacyjną i bardzo dużą jak na warunki konspiracyjne niezależnością
  - działalność militarna AK miała dość ograniczony charakter. Akcje bojowe organizowane przez Kierownictwo Dywersji – „Kedyw” miały głównie na celu poprawę nastrojów społecznych i ochronę bezpieczeństwa organizacji
  - październik – „akcja Wieniec” – najgłośniejsza akcja dywersyjna – wysadzenie linii kolejowych wokół Warszawy

## Lewicowy nurt ruchu oporu

### Organizacje socjalistyczne i syndykalistyczne
W czasie okupacji do działalności konspiracyjnej przystąpiły organizacje socjalistyczne i syndykalistyczne:
- Polska Partia Socjalistyczna (działalność konspiracyjna od 1939 roku, w konspiracji kryptonim Wolność Równość Niepodległość)
- Polska Ludowa Akcja Niepodległościowa (grupa konspiracyjna powstała w 1939 roku)
- Socjalistyczna Organizacja Bojowa (powstała w 1943 roku)
- Związek Syndykalistów Polskich (powstał w 1941 roku)
- Robotnicza Partia Polskich Socjalistów (powstała w 1943 roku)
- Polska Armia Ludowa (powstała w 1943 roku)
- Barykada Wolności (grupa konspiracyjna) (powstała w 1939 roku)
- Gwardia (organizacja konspiracyjna) (powstała w 1939 roku)
- Polska Akcja Niepodległościowa (powstała w 1939 roku)
- Grupa „Płomienie”
- Polski Związek Bojowy Niepodległość
- Gwardia Ludowa WRN
- Socjalistyczna Organizacja Bojowa
- Syndykalistyczna Organizacja „Wolność”
- Związek Niezależnej Młodzieży Socjalistycznej „Spartakus”

### Kształtowanie się socjalistycznego ruchu oporu
Już po klęsce w kampanii wrześniowej, w jej miejsce PPS powstała Polska Partia Socjalistyczna – Wolność, Równość, Niepodległość, militarne ramię partii stanowiła Gwardia Ludowa WRN. Socjaliści skupieni byli wokół pism „Barykada Wolności” i „Gwardia”. Na uchodźstwie w Wielkiej Brytanii działał Komitet Zagraniczny PPS. W Polsce socjaliści zasili szereg organizacji walczących z okupantem takich jak Polityczny Komitet Porozumiewawczy, którego liderem był Kazimierz Pużak.
Część działaczy znajdujących się poza PPS WRN założyła w 1941 roku ugrupowanie Polscy Socjaliści. W 1943 roku ugrupowanie Polscy Socjaliści przeorganizowane zostało w Robotniczą Partię Polskich Socjalistów.
PPS-WRN i część działaczy RPPS odrzucali możliwość układu ze Związkiem Radzieckim, jednak mniejszościowa część socjalistów wywodzących się z RPPS nawiązała współpracę z komunistyczną Polską Partią Robotniczą. W 1944 roku proradzieccy rozłamowcy z RPPS poparli utworzenie Krajowej Rady Narodowej i Polskiego Komitetu Wyzwolenia Narodowego. Jesienią 1944 roku działacze ci założyli podporządkowaną w dużym stopniu komunistom z PPR, Polską Partię Socjalistyczną.
PPS-WRN uległa rozwiązaniu, a próby włączenia struktur WRN w ramy PPS zakończyły się porażką.

### Kształtowanie się komunistycznego ruchu oporu
- okupacja hitlerowska postawiła komunistów polskich w trudnej sytuacji, nie posiadali oni własnej partii
- podpisanie z Hitlerem przez ZSRR paktu Ribbentrop-Mołotow, jak również antypolskie wystąpienia polityków radzieckich – przemówienie Mołotowa na sesji Rady Najwyższej ZSRR – spowodowały wzrost nastrojów antyradzieckich w społeczeństwie polskim
- komuniści nie zaprzestali jednak działalności politycznej. Działali jednak w rozproszeniu, byli nieliczni i dlatego aż do końca 1941 r. nie próbowali stworzyć jednej, scentralizowanej organizacji
- działalność nurtu komunistycznego i jego pozycję poprawiła agresja Niemiec na ZSRR
- o odbudowę partii zaczęli zabiegać komuniści polscy na emigracji w ZSRR. Odpowiadało to również interesom radzieckim, gdyż na tych terenach brakowało organizacji, która wykonywałaby bezpośrednie polecenia ZSRR
- Komintern wyraził zgodę na odbudowę partii, której przyszłych działaczy skupiono w szkole Kominternu pod Moskwą, tworząc tzw. Grupę Inicjatywną
- 4 stycznia 1942 utworzono Polską Partię Robotniczą, która miała pozostawać w kontakcie z Kominternem
- PPR udało się skupić w swych szeregach większość członków komunistycznych grup m.in. ZWW
- PPR utworzyła własną organizację młodzieżową: Związek Walki Młodych
- wiosną 1942 r. rozpoczęto bezpośrednie działania zbrojne
- partia próbowała „wkomponować się” w system Polski podziemnej, jednak było to niemożliwe bez porozumienia się z kierownictwem obozu prolondyńskiego
- w związku z powyższym PPR podjęła rozmowy z Delegatem Rządu Piekałkiewiczem, a po jego aresztowaniu z Jankowskim, zakończyły się one jednak całkowitym fiaskiem
- w tym okresie PPR osłabiały również liczne spory wewnętrzne i walka o władzę w partii, co doprowadziło m.in. do zamordowania Marcelego Nowotki, a następnie, oskarżonych o popełnienie owego morderstwa, braci Mołojców (Bolesława i Zygmunta)

### Organizacje komunistyczne
Do 1942 istniało kilka niezależnych struktur komunistycznego ruchu oporu. Większa część z nich na przełomie lat 1942/1943 przystąpiła do Polskiej Partii Robotniczej i Gwardii Ludowej (od 1944 Armia Ludowa). Największymi z nich były:
- Rewolucyjne Rady Robotniczo-Chłopskie „Młot i Sierp” (lub Centralny Komitet Rad Robotniczych i Chłopskich Polski) – grupa działająca od jesieni 1939 do 1942 na terenie Generalnego Gubernatorstwa. Została zasilona w głównej mierze przez byłych członków rozwiązanej w 1938 Komunistycznej Partii Polski. Od wiosny 1941 dysponowała własną partyjną bojówką pod nazwą „Czerwona Milicja” liczącą ponad 1000 członków. W marcu 1942 została wchłonięta przez PPR.
- Polska Wojskowa Organizacja Rewolucyjna – grupa o charakterze zbrojnym, działała na terenie powiatu miechowskiego w wyniku porozumień miejscowych działaczy komunistycznych, socjalistycznych i ludowych. Działająca od 1939 do 1943 gdy została rozbita na skutek prowokacji Gestapo. Większość członków PWOR zasiliła szeregi PPR.
- Stowarzyszenie Przyjaciół ZSRR (początkowo jako Towarzystwo Przyjaciół ZSRR) – konspiracyjna organizacja założona w 1940 przez grupę pod przewodnictwem Józefa Balcerzaka, założyciele grupy znani byli jako „piątka żoliborska”. Organizację osłabiły hitlerowskie aresztowania w 1941, które objęły głównych organizatorów ruchu. W styczniu 1942 większa część członków organizacji przystąpiła do PPR.
- Komunistyczna Partia Polski (1940–1942) tzw. dzika KPP – grupa podziemnych struktur składająca się z przedwojennych działaczy komunistycznych. Najbardziej prężnie rozwinęły się grupy w Poznaniu i powiecie olkuskim. We wrześniu 1942 poznańscy członkowie grupy przyłączyli się do PPR. W maju 1944 organizatorzy KPP, Jan Mazurek i Roman Pasikowski zostali aresztowani przez Gestapo, a następnie rozstrzelani razem z pojmanym już w 1943 Jakubem Przybylskim.
- Związek Walki Wyzwoleńczej – konspiracyjna organizacja antyfaszystowska, utworzona przez komunistów polskich w Warszawie we wrześniu 1941 roku, po ataku Niemiec na ZSRR. Jesienią 1941 roku ZWW zaczął tworzyć pierwsze grupy partyzanckie. Najbardziej rozbudowana była organizacja warszawska, która obejmowała większość robotniczych dzielnic stolicy. Dowództwo wojskowe organizacji warszawskiej podlegało Janowi Fajge, a działalność dywersyjną prowadzono pod kierownictwem Mieczysława Ferszta. Związek wydawał periodyki prasowe „Biuletyn Radiowy” i „Zwyciężymy”. 5 stycznia 1942 roku przedstawiciele ZWW wzięli udział w zebraniu założycielskim Polskiej Partii Robotniczej, w połowie stycznia ZWW została wchłonięta przez PPR.

## Prawicowy/narodowy nurt ruchu oporu

### Organizacje narodowe/nacjonalistyczne
Narodowcy czynnie walczyli w walce z nazistowskim okupantem. W odróżnieniu od krajów Europy Zachodniej czy Bałkanów, tylko jedna organizacja nacjonalistyczna podjęła próbę kolaboracji – Narodowa Organizacja Radykalna, wywodząca się jeszcze z przedwojennych środowisk RNR-Falangi Bolesława Piaseckiego (warto jednak zaznaczyć, że w większości falangiści również włączyli się w ruch oporu, tworząc Konfederację Narodu). Działacze narodowych organizacji podziemnych stanowili olbrzymi procent żołnierzy ruchu oporu. Największe to:
- Narodowa Organizacja Wojskowa – grupująca narodowców wywodzących się z największej przedwojennej partii politycznej (200.000 członków w 1938 roku) w Polsce – Stronnictwa Narodowego. Powstała już w październiku 1939 roku. W roku 1942 zrzeszała 80.000 ludzi. W tym samym roku NOW połączyła się z Armią Krajową, do czego spora część narodowców podeszła sceptycznie, uważając AK za organizację politycznie związaną z przedwojenną sanacją, której byli przeciwni.
- Organizacja Wojskowa Związek Jaszczurczy – grupująca narodowców wywodzących się z przedwojennej narodowo-radykalnej organizacji politycznej – ONR-u, tzw. frakcji ABC. Powstała już w październiku 1939 roku. W 1942 zrzeszała ok. 7.000 ludzi. W tym samym roku, żołnierze ZJ, wraz z narodowcami z NOW, którzy sprzeciwiali się zjednoczeniu z AK – utworzyli Narodowe Siły Zbrojne – największą i najbardziej znaną narodową organizację podziemną.
- Konfederacja Narodu – grupująca narodowców wywodzących się z przedwojennej narodowo-radykalnej organizacji politycznej – ONR-u, a później z RNR-Falangi Bolesława Piaseckiego. Powstała we wrześniu 1940 roku. W 1941 roku doszło do częściowego scalenia ze Związkiem Walki Zbrojnej, poprzednikiem Armii Krajowej. W 1943 doszło do ostatecznego połączania z Armią Krajową.
- Narodowe Siły Zbrojne – największa i najbardziej znana narodowa organizacja walki podziemnej. Była to organizacja, która zjednoczyła większość narodowców. Powstała w roku 1942 z połączenia Związku Jaszczurczego, oraz żołnierzy NOW przeciwnych scaleniu z Armią Krajową, oraz z kilkunastu dużo mniejszych grupek i organizacji partyzanckich o ideowym profilu narodowym. Liczyła około 75 000 ludzi[3]. W przeciwieństwie do wielu innych organizacji podziemnych, po roku 1943, i przegranej przez Niemców Bitwie pod Stalingradem – NSZ za największe zagrożenie dla Polskości uznała Związek Radziecki i komunizm. NSZ walczyły nie tylko z nazistami, ale też komunistami (polskimi i każdymi innymi), kolaborantami czy ukraińskimi nacjonalistami (UPA) nastawionymi antypolsko. NSZ, także w przeciwieństwie do większości organizacji (nie tylko lewicowych, ale też i większości „apolitycznych”), nie złożyło broni po „wyzwoleniu” Polski przez komunistów, tylko podjęło z nimi walkę – jako nowym okupantem. Ostatnie jednostki NSZ przeszły do tworzącego się Narodowego Zjednoczenia Wojskowego (NZW), lub zostały wybite przez jednostki nowej, komunistycznej Polski – UB, KBW, LWP itd. do roku 1947.
- Narodowe Zjednoczenie Wojskowe – polska konspiracyjna organizacja wojskowo-polityczna o charakterze narodowym działająca w latach 1944/1945–1956. Powstała, podobnie jak NOW – z inicjatywy Stronnictwa Narodowego. Skupiła ona wszystkich narodowców, gotowych dalej walczyć z komunistami, zrzeszając resztki oddziałów NSZ oraz działaczy politycznych konspiracyjnego SN. W poł. 1945 r. NZW liczyło ok. 30 tys. członków, w tym ok. 7 tys. w oddziałach partyzanckich. Na początku roku 1946 NZW podporządkowały się resztki oddziałów NSZ, wraz z Komendantem Głównym NSZ – Stanisławem Kasznicą. W marcu i kwietniu 1946 r. w wyniku rozległych aresztowań UB rozbiło prawie całą KG NZW i niektóre komendy Okręgów. Nie były one już później odtwarzane w takiej skali, jak na początku działalności. Na początku 1947 r., wobec coraz większego terroru ze strony komunistów i spadku nadziei na wybuch III wojny światowej, część członków NZW ujawniła się po uchwaleniu przez Sejm amnestii 22 lutego 1947 r. Reszta struktur terenowych pozostawała w konspiracji do początku lat 50. Najdłużej działała Komenda Powiatowa NZW Bielsk Podlaski, która ujawniła się w Warszawie dopiero jesienią 1956 r.

Mniejsze lub regionalne:
- Ojczyzna – Organizacja Ziem Zachodnich „Ojczyzna” – polska organizacja konspiracyjna o charakterze narodowym, działająca od końca 1939 r. do poł. 1945 r. przede wszystkim na terenach polskich włączonych do Rzeszy Niemieckiej.
- Narodowo-Ludowa Organizacja Wojskowa – polska organizacja konspiracyjna o charakterze narodowym działająca w okresie październik 1939 r. – wrzesień 1942 r., kiedy to weszła w skład NSZ.
- Wojskowa Organizacja Niepodległościowa – polska organizacja konspiracyjna o charakterze narodowo-katolickim działająca od pocz. 1940 r. do poł. 1941 r. na obszarze Pomorza Gdańskiego.

I wiele innych mniejszych, bądź regionalnych inicjatyw, grup i organizacji.

## Upamiętnienie
Walki żołnierzy i partyzantów polskich w II wojnie światowej, zostały upamiętnione na Grobie Nieznanego Żołnierza w Warszawie napisem na jednej z tablic po 1990 r. „AKCJE PODZIEMIA 1939 – 1945”.
W latach 1945–1990 polski ruch oporu upamiętniony był na Grobie Nieznanego Żołnierza w Warszawie napisami: „PARTYZANTKA”, „DYWERSJA”, „SABOTAŻ”, „PARTYZANTKA 15 V 42 – 31 VII 1944”.